# Nasr I ibn Ahmad
Nasr (I) ibn Àhmad fou un samànida fill d'Àhmad ibn Àssad el governador de Ferganà i des de 842 de Transoxiana. Nasr fou governador de Samarcanda per compte del seu pare vers 855 a 864 i després va succeir al seu pare com a governador de Transoxiana (govern que tenia seu a Bukharà, però Nasr va restar a Samarcanda). El govern li fou concedit oficialment el 875 pel califa al-Mútamid. Nasr va enviar llavors al seu germà Ismail ibn Ahmad a Bukharà, per sufocar una revolta o invasió d'un exèrcit rebel procedent de Coràsmia dirigits per Hussayn ibn Tàhir at-Taí, que tot i el seu nom Barthold pensa que no era un membre de la dinastia tahírida, i quan va dominar la situació va esdevenir governador.
El 885 Ismaïl es va revoltar contra el seu germà Nasr que per dues vegades va enviar exèrcits per tal de controlar Bukharà i Fergana sense aconseguir-ho tot i la ferocitat de la lluita. Ismaïl I va respectar la possessió vitalícia del seu germà de Samarcanda però quan aquest va morir el 892 Ismaïl va prendre el poder també a Samarcanda (892-907), però la nova capital de l'emirat de Mawara al-Nahr (Transoxiana) fou Bukharà (capitalitat que va esdevenir definitiva). El nou sobirà va obtenir el reconeixement del califa abbàssida.
Un possible fill seu, Ibrahim ibn Nasr ibn Ahmad, es va revoltar el 947 sense èxit contra Nuh I ibn Nasr (943-954).